# فرت یاتس (داکوتای شمالی)
فرت یاتس(به انگلیسی: Fort Yates) شهری در ایالت داکوتای شمالی کشور ایالات متحده آمریکا است که جمعیت آن در سرشماری سال ۲۰۱۰ میلادی، ۱۸۴ نفر بوده‌است.